# Fish Town
Fish Town è una città della Liberia, capoluogo della contea di River Gee.